# 広保山城
広保山城（ひろほやまじょう）は、紀伊国（現・和歌山県有田郡湯浅町）にあった日本の城。

## 概要
築城時期は不明だが、湯浅宗重が康治2年（1143年）以前に築いた城と思われる。方寸峠城・岩崎谷城とも呼ばれ、湯浅党の起点となった。康治2年に廃城。
宗重は湯浅城を築くまでこの城を居城とし、平安時代末期、紀伊国最大の武士団を築いたという。
城址は山城で、曲輪と空堀が遺構として残る。